# Dorothy Crowfoot Hodgkin
Dorothy Hodgkin (Cairo, 12 maggio 1910 – Shipston-on-Stour, 29 luglio 1994) è stata una biochimica e cristallografa britannica, pioniera nella tecnica di diffrazione dei raggi X e vincitrice del premio Nobel per la chimica nel 1964, «per la determinazione delle strutture di importanti sostanze biochimiche tramite l'uso di tecniche legate ai raggi X».

## Biografia
Dorothy Crowfoot nacque il 12 maggio 1910 al Cairo dagli archeologi britannici John Winter Crowfoot (1873-1959) e Grace Mary Hood (1877-1957). Sin dall'età di dieci anni si interessò alla chimica. In quel periodo si trovava con i suoi genitori in Sudan e un amico di famiglia, il dott. A.F. Joseph, la incoraggiò a intraprendere questi studi. Dopo un'iniziale passione per l'archeologia, decise di continuare gli studi di cristallografia e nel 1932 ottenne la laurea ad Oxford.
Inizialmente si occupò di mineralogia e di cristallografia, ma ben presto i suoi sforzi convogliarono nella cristallografia a raggi X, che le permise di determinare la struttura atomica di sali e composti organici. Tra le molecole oggetto dei suoi studi si ritrovano l'insulina e l'emoglobina.
Fu la prima scienziata ad eseguire delle analisi basate su calcoli tridimensionali per definire la struttura molecolare. Nel 1934 all'Università di Oxford studiò e fotografò ai raggi X l'insulina, ottenendo dei risultati fondamentali per la biologia moderna.
La sua passione per i paesi africani, derivatagli dalla sua infanzia e dai numerosi viaggi effettuati in quelle terre, venne ulteriormente rinforzata dal suo matrimonio, nel 1937, con Thomas Hodgkin, figlio di uno storico del mondo arabo e africano. Da questo matrimonio nacquero tre figli.
Tra le biomolecole delle quali Hodgkin determinò la struttura figurano il colesterolo (1937), la penicillina (1945), la vitamina B12 (1954), l'insulina (1969), la lattoglobulina, la ferritina e il virus del mosaico del tabacco. Nel 1948, la dott.ssa Dorothy Crowfoot Hodgkin mediante l’analisi strutturale cristallografica a raggi X della molecola di vitamina D3, sottolineò la natura secosteroidea della vitamina D, poiché il legame C9–C10 dell'anello B della provitamina si rompe all'irradiazione e l'anello A è libero di assumere una configurazione più estesa
La società dell'epoca non le diede grandi possibilità di discussione con altri ricercatori del campo in quanto, essendo donna, non era considerata in molti convegni. Nonostante ciò nel 1946 prese parte al convegno che condusse alla fondazione dell'Unione internazionale di cristallografia.

## La scoperta della struttura del primo antibiotico
Tra il 1942 e il 1949 riuscì in una delle imprese più ambite per quell'epoca: determinare la struttura del primo antibiotico conosciuto, la penicillina. Molti scienziati ci stavano lavorando utilizzando un approccio di tipo chimico, mentre lei scelse, con successo, un approccio fisico. I dati che ottenne permisero di progettare e sintetizzare altri antibiotici fondamentali per la cura delle malattie infettive. Divenne membro della Royal Society nel 1947.
Nel 1958 divenne membro dell'American Academy of Arts and Sciences.

## Premio Nobel

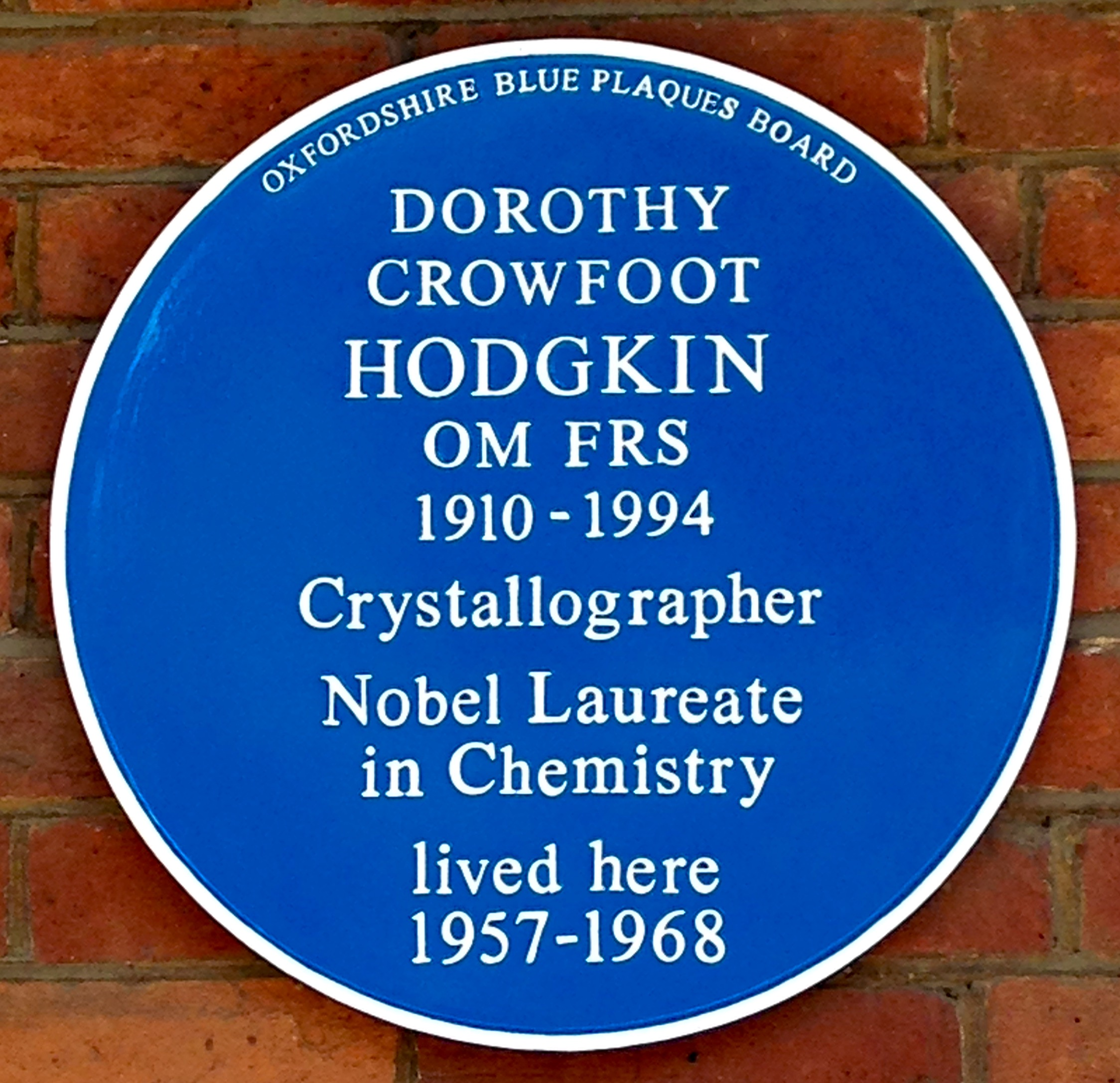
Targa commemorativa ad Oxford

Nel 1964 le fu insignita del premio Nobel per la Chimica per le sue ricerche sulla vitamina B-12 e per il suo importante contributo nella tecnologia per comprendere la struttura e la funzione delle molecole biologiche.
In seguito si impegnò per il diritto allo studio e per l'ottenimento della pace nel mondo.
Nel 1987 ottenne il Premio Lenin per la pace grazie al suo impegno per promuovere il disarmo e il superamento delle barriere causate dalla guerra fredda.